# Via della Spiga
Via della Spiga è una via del centro di Milano che collega corso Venezia e via Manzoni. Considerata uno dei lati del quadrilatero della moda è una delle zone più lussuose della città, oltreché uno dei maggiori centri dello shopping dell'alta moda a livello mondiale.

## Storia e origine del nome
Deriva il nome dalla "contrada della Spiga", storica contrada di Milano che faceva parte del sestiere di Porta Nuova, una delle sei antiche suddivisioni del centro abitato di Milano. 
Le origini del nome "spiga" sono piuttosto incerte. Alcuni studiosi accreditano la discendenza del nome da quello della famiglia Spighi, presente a Milano ai tempi dell'ultimo duca Francesco II Sforza, figlio minore di Ludovico il Moro e Beatrice d'Este. Altri propongono di ricondurre le origini all'effigie di una spiga apposta davanti ad una osteria del tempo. 
La terza ricostruzione chiama in causa una lapide latina proveniente dalla succursale delle Orsoline di Santo Spirito. Spica, in latino, era anagramma di Pacis (it. "pace"). Ricostruito lo stabile che ospitava le Orsoline, la lapide scomparve..

## Architetture presenti
Tra i principali palazzi della via si possono citare:
- Casa Sola, al n. 25
- Palazzo Garzanti, al n. 30

## Trasporti
- Montenapoleone
- San Babila